# Rudolph Fisher
Pour les articles homonymes, voir Fisher.
Rudolph Fisher (9 mai 1897 - 26 décembre 1934) était un écrivain afro-américain.
Né à Washington DC (États-Unis), il grandit à Providence (Rhode Island) et étudia à l'université Brown, puis à l'université Howard où il fut diplômé de médecine en 1924. Il participa au mouvement de la Renaissance de Harlem à la fois comme écrivain et comme musicien. Ses principales œuvres sur la vie à Harlem sont : City of Refuge (1925), High Yaller et The Walls of Jericho (1928).